# A Gazeta do Acre
A Gazeta, também conhecido como A Gazeta do Acre, é um jornal do Acre, Brasil. Em 2000, foi vencedor do Prêmio ExxonMobil de Jornalismo (Esso), concedido a jornalistas do jornal pelo artigo "Censura, não!"